# Томек в стране кенгуру
«Томек в стране кенгуру» (пол. Tomek w krainie kangurów) — приключенческий роман польского писателя Альфреда Шклярского, первое произведение из цикла о приключениях Томека Вильмовского. Роман рассказывает о главном герое и его воссоединении с отцом, с которым они отправляются в Австралию с целью ловли диких животных для зоопарков.
В русском переводе И. С. Шпак книга была издана в 1969 году в Катовице (где редактором издательства работал сам Шклярский) и вместе с последующими книгами серии приобрела большую популярность в СССР.

## Сюжет
Действие начинается в 1902 году в Варшаве. 14-летний гимназист Томек Вильмовский хорошо учится и любит географию. Он живёт в семье своей тёти Янины, у которой трое детей. Мать Томека умерла несколько лет назад, а его отец ещё до этого был вынужден убежать за границу из-за политических преследований. Внезапно летом, незадолго до конца учебного года, в доме тёти появляется Ян Смуга, охотник и путешественник, который оказывается другом отца Томека и работает на Гагенбека. Он передаёт Томеку предложение его отца, который занимается ловлей диких животных для зоопарков: поскольку сам отец не может приехать в Польшу, Томек может поехать к нему в Триест, откуда они отправятся в Австралию. Томек с радостью принимает это предложение, обещая тёте приезжать навещать её.
В Триесте Томек встречается с отцом, а затем вместе с ним и Смугой они садятся на корабль под названием «Аллигатор», и путешествие начинается. В пути боцман Новицкий учит Томека стрелять из штуцера, развивая меткость мальчика. «Аллигатор» проходит по Суэцкому каналу и в Порт-Саиде на корабль грузят нескольких верблюдов. Затем судно достигает Цейлона, где на борт берут тигра и слона для австралийского зоопарка. Во время шторма клетка тигра случайно остаётся открытой, и Томеку метким выстрелом удаётся убить его, спасая безоружного Смугу, на которого был готов броситься тигр.
Прибыв в Порт-Огасту, группа встречается с географом Бентли и аборигеном-проводником Тони, вместе с которыми добирается до фермы мистера Кларка в юго-западном углу Квинсленда. Оттуда охотники делают вылазки по окрестностям в поисках животных. В ловушку, устроенную в ущелье, удаётся поймать кенгуру, которых в клетках отправляют на корабль. Кроме того, Томек принимает участие в охоте на собак динго, которые нападают на овец мистера Кларка. Бентри рассказывает Томеку и остальным о путешествиях Павла Стшелецкого, польского исследователя Австралии, а также об экспедициях Стерта и Стюарта. Во время погони за эму Томек и Новицкий попадают в песчаную бурю и прячутся в пещере, а их лошади убегают, испугавшись динго. Вскоре, однако, их находят остальные члены группы. Затем звероловы перемещаются в окрестности Форбса (Новый Южный Уэльс), где Томеку удаётся случайно найти потерявшуюся девочку Салли. В знак благодарности за спасение девочки Томеку дарят щенка Салли, помесь собаки и динго.

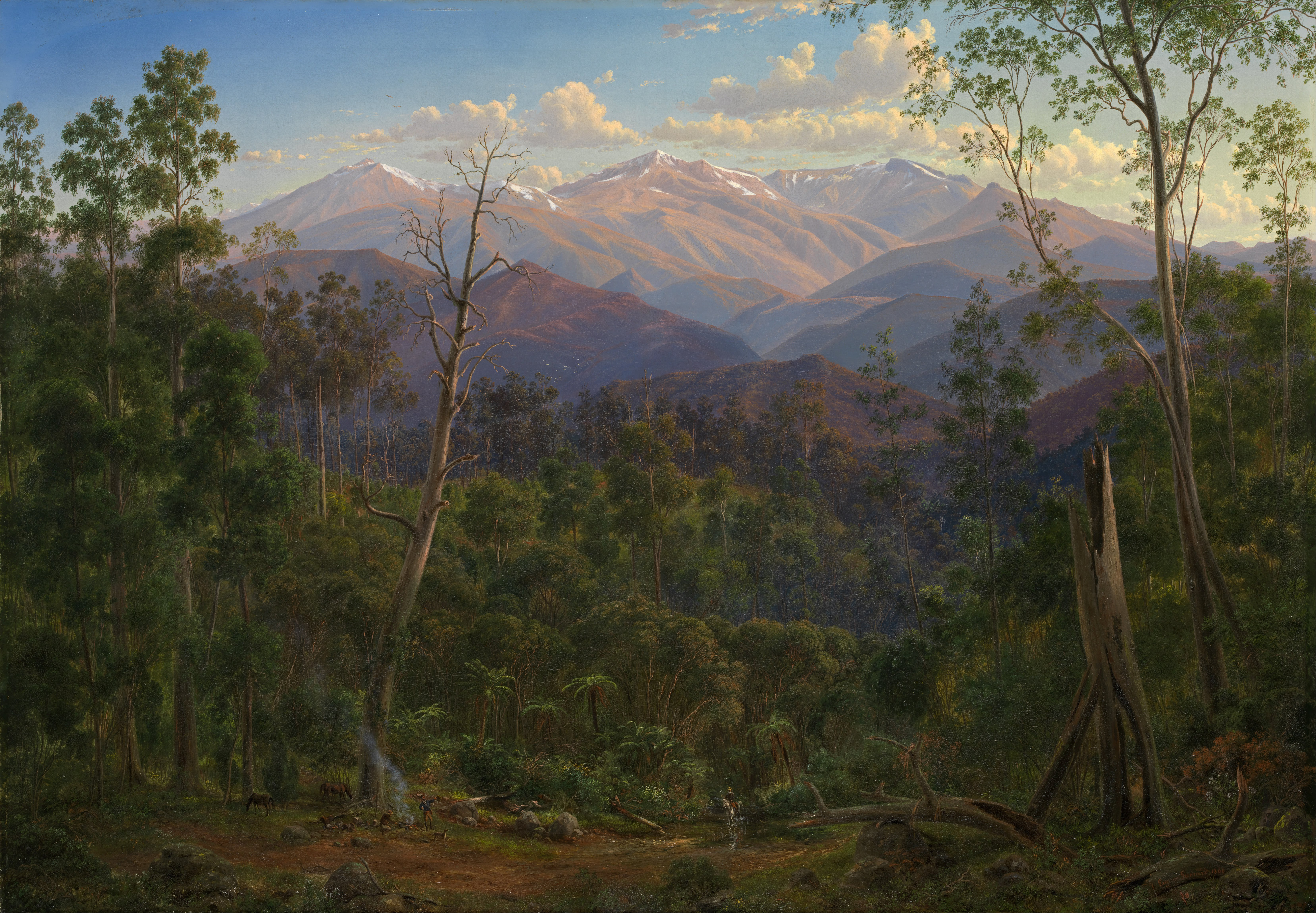
Вид на гору Косцюшко, которую путешественники посещают перед отплытием

После перемещения на следующую стоянку Томек, решив пойти на охоту один, оказывается пленником золотоискателей, а затем напавших на них бушрейнджеров, однако подоспевшие Смуга и Тони спасают его. В схватке Тони удаётся при помощи бумеранга убить знаменитого разбойника Картера, давно наводящего ужас на путешественников. В знак благодарности за спасение пожилой золотоискатель О’Доннелл дарит Томеку кусок необычной глины, который тот обещает изучить на обратном пути. Перед отплытием участники экспедиции посещают пик Косцюшко, когда-то открытый Стшелецким. Наконец, погрузив все клетки с животными на «Аллигатор», путешественники пускаются обратно в Европу: в следующем году Томеку предстоит учиться в Англии. По пути оказывается, что в глине, подаренной золотоискателем, был спрятан большой золотой самородок, и Томек предлагает именно на деньги, вырученные от его продажи, организовать экспедицию в Африку.

## Отзывы
В книгах Шклярского о Томеке имеется «огромнейшее количество информации, ценнейших знаний»:

В увлекательной форме писатель рассказывал о природе, климате, флоре и фауне экзотических стран, культурных и этнических особенностях и традициях, обычаях далеких племён и природных явлениях, звёздах и океанских приливах, географических открытиях поляков в Австралии, Америке, Африке, Азии…

Как правило, эти рассказы оформлены в виде ответов взрослых на вопросы Томека, при этом подробность таких ответов иногда кажется чрезмерной: «время от времени возникает неловкое ощущение, что герои читают друг другу вслух статьи из энциклопедии, а не ведут непринужденную беседу на привале в джунглях». При этом сам писатель не путешествовал, а при описании дальних стран пользовался доступными ему источниками.
По словам Лизы Бергер, в книгах про Томека «совершенно нет того, что хотел бы видеть в детской книге взрослый,— ни морали, ни сюжета, ни даже ребенка, потому что в Томеке нет почти ничего детского, кроме возраста». Однако детей привлекают в книгах цикла и занимательная зоология на каждой странице, и бесстрашный маленький герой: «В „Томеках“ всё идеально, но это как раз потому, что они отражают не реальные приключения, а мечту о приключениях, где далёкие страны предстают как потерянный рай, практически лишённый реальной опасности». Также по мнению критика, «Приключения Томека» неизбежно напомнят читателю приключения булычёвской Алисы Селезнёвой, первая книга о которой вышла в 1965 году.